# Verwaltungsgemeinschaft Bad Schandau
Die Verwaltungsgemeinschaft Bad Schandau ist eine Verwaltungsgemeinschaft im Freistaat Sachsen im Landkreis Sächsische Schweiz-Osterzgebirge. Sie liegt im Süden des Landkreises südöstlich der Kreisstadt Pirna. Sie grenzt im Süden an die Tschechische Republik. Sie liegt fast ausschließlich im Nationalpark Sächsische Schweiz beidseitig der Elbe.
Die Verwaltungsgemeinschaft wurde am 1. Januar 2000 gebildet. Zum 1. Januar 2012 schied mit der Eingemeindung von Porschdorf nach Bad Schandau eine Gemeinde aus der Verwaltungsgemeinschaft aus.

## Die Gemeinden mit ihren Ortsteilen
- Bad Schandau mit den Ortsteilen Bad Schandau, Ostrau, Schmilka, Postelwitz, Krippen, Porschdorf, Waltersdorf, Neuporschdorf und Prossen.
- Rathmannsdorf mit den Ortsteilen Gluto, Höhe, Plan, Wendischfähre und Zauke
- Reinhardtsdorf-Schöna mit den Ortsteilen Reinhardtsdorf, Schöna und Kleingießhübel